# Missa diatonica
Missa diatonica is een zesstemmige katholieke mis uit 1935, geschreven door de Nederlandse componist Hendrik Andriessen (1892-1981).
Op het moment van componeren was Andriessen organist en dirigent in de Sint-Catharinakathedraal in Utrecht. De naam van de mis verwijst naar de diatonische compositiestijl, waarbij in principe alleen de witte toetsen van de piano worden gebruikt.